# Kayan (Burkina Faso)
Pour les articles homonymes, voir Kayan.
Kayan est une commune rurale et le chef-lieu du département de Kayan situé dans la province du Kénédougou de la région des Hauts-Bassins au Burkina Faso.

## Géographie
Kayan est située à environ 85 km au nord-ouest de Bobo-Dioulasso.

## Santé et éducation
Kayan accueille un centre de santé et de promotion sociale (CSPS).
Le village possède deux écoles primaires publiques et un collège d'enseignement général.